# Erythmelus funiculi
Erythmelus funiculi är en stekelart som först beskrevs av Annecke och Doutt 1961.  Erythmelus funiculi ingår i släktet Erythmelus och familjen dvärgsteklar. Inga underarter finns listade i Catalogue of Life.